# 트게더
트게더는 2015년 12월 14일에 설립된 대한민국의 인터넷 커뮤니티다. 2024년 7월 1일날 종료될 예정이다.